# Valentin Schmalz
Valentin Schmalz (latinisiert: Valentinus Smalcius, polonisiert: Walenty Smalc; * 1572 in Gotha; † 1622 in Raków) war ein deutscher Theologe und Vertreter des antitrinitarischen Unitarismus.

## Leben und Werk
Schmalz wurde 1572 in Gotha geboren und studierte später im elsässischen Straßburg, wo er 1592 durch Andreas Wojdowski mit dem Unitarismus in Berührung kam. Nach dem Studium übersiedelte Schmalz nach Polen, wo er Rektor einer Schule in Śmigiel (Schmiegel) wurde. Im Jahr 1598 wurde er Prediger der Polnischen Brüder in Lublin und später in Raków (Rakau). Raków galt als eines der Zentren der polnischen Unitarier in der frühen Neuzeit. Hier befand sich mit der Rakówer Akademie die zentrale Bildungsstätte der Polnischen Brüder. Nach dem Tod Fausto Sozzinis im Jahr 1604 übernahm Schmalz zusammen mit Johann Völkel und Hieronymus Moskorzowski die Arbeit am Rakauer Katechismus, der 1605 erstmals erschien und die zentrale Bekenntnisschrift des Sozinianismus wurde. Bis heute bildet er ein zentrales Glaubensdokument der antitrinitarischen Unitarier. Drei Jahre nach ihrer Erstausgabe wurde eine von Schmalz angefertigte deutsche Übersetzung herausgegeben, die zusammen mit entsprechenden englischen, niederländischen und lateinischen Ausgaben einer Verbreitung sozianischer Ideen im westlichen Europa den Weg ebnete. Neben seinen Arbeiten am Rakauer Katechismus übersetzte Schmalz 1606 das Neue Testament aus dem Griechischen ins Polnische. Theologisch setzte er sich auch mit Vertretern der Lutherischen Orthodoxie wie Wolfgang Franz auseinander. Insgesamt verfasste er 52 Schriften; zudem komponierte er eine Reihe polnischer Kirchenlieder. Schmalz starb 1622 in Raków.